# Víctor Muzadi
Víctor Muzadi (Libreville, Gabón, 22 de junio de 1978) es un exbaloncestista angoleño  que medía 2,01  m y cuya posición en la cancha era la de ala-pívot.